# You Wish!
You Wish! is een Disney Channel Original Movie uit 2003 onder regie van Paul Hoen. De film is gebaseerd op het boek van Jackie French Koller.

## Verhaal
Alex Lansing is een buitenbeentje op school. Thuis wordt hij dagelijks geïrriteerd door zijn kleine broertje Stevie. Als hij zijn broertje zo zat wordt dat hij wenst dat hij geen broer heeft, komt deze uit. In zijn nieuwe wereld is hij de sterspeler van het footballteam van school en heeft een relatie met het populairste meisje van school. Stevie is de arrogante acteur Terrence Russell McCormack. Als Alex zijn kleine broertje begint te missen, probeert hij alles terug te veranderen naar normaal.

## Rolverdeling
| Acteur          | Personage                                 |
| --------------- | ----------------------------------------- |
| A.J. Trauth     | Alex Lansing                              |
| Spencer Breslin | Stevie Lansing/Terrence Russell McCormack |
| Lalaine         | Abby                                      |
| Tim Reid        | Larry                                     |
| Emma Lahana     | Fiona                                     |
| Peter Feeney    | Dave Lansing                              |